# Зелинский, Пётр Петрович (священник)
Пётр Петро́вич Зели́нский (1863—1931) — российский и советский католический священник польского происхождения.

## Биография
Окончил гимназию в Могилёве, затем Духовную семинарию и Императорскую римско-католическую духовную академию в Санкт-Петербурге со степенью магистра богословия. В 1891 году был рукоположён. В 1894 году был назначен администратором прихода Успения Пресвятой Девы Марии в Могилёве, одновременно преподавал в женской гимназии. С 1904 года — декан Могилёвский, а с 1912 года — декан и администратор прихода в Несвиже под Минском.
С 1916 года — настоятель храма святых апостолов Петра и Павла в Москве. После отъезда в 1921 году священника Жана-Мари Видаля из России несколько лет опекал также приход храма святого Людовика. Однако, этому мешали неоднократные аресты.
23 марта 1923 года был арестован в Москве по групповому делу католического духовенства во главе с архиепископом Яном Цепляком. Содержался в одной из московских тюрем вместе со священниками из Петрограда. На открытом судебном процессе в качестве доказательства его вины обвинителем была зачитана благодарственная телеграмма по случаю открытия и освящения польского консульства в Москве, подписанная в числе других и Зелинским. Был приговорен к 3 годам ссылки, но уже 10 июня 1923 года освобожден из-под стражи благодаря ультиматуму МИД Польши. 6 марта 1924 года — вновь арестован в Москве. Приговорен по статьям 58-3 и 58-10 Уголовного кодекса РСФСР к 5 годам ссылки, после чего находился в Чердыни Пермской области, где служил в местном приходе. Оставшись служить в СССР, отказался в 1926 году от переезда по обмену в Польшу. В 1927 году освобожден из ссылки и поселился в Твери, где в том же году снова был арестован и приговорен к 3 годам ссылки в Северный край. Сначала был в ссылке в Усть-Сысольске, а 5 января 1930 года переведен в Краснококшайск (Коми), где 30 июня 1930 года был освобожден, после чего поселился в Уфе, где в ноябре того же года вновь арестован. 5 июня 1931 года — приговорён по ст. 58-6 УК РСФСР к 3 годам ссылки в Северный край, с марта того же года находился в ссылке в Усть-Куломе в Коми, где 18 октября 1931 года скончался в больнице от сыпного тифа.